# O Propugnador da Maioridade
O Propugnador da Maioridade foi um jornal que circulou em 1840 na capital do Império do Brasil, Rio de Janeiro.
Sua pauta consistiu em uma defesa aberta da antecipação da coroação de Pedro de Alcântara como Dom Pedro II, imperador do Brasil.

## Exemplares digitalizados
O periódico possui 7 exemplares digitalizados no portal da BNDigital. O acesso é gratuito.